# 李齐损
李齐损（？—722年10月26日），唐朝雍州泾阳县（今陕西省泾阳县）人，兵部尚书李迥秀的儿子。
开元十年（722年），唐玄宗在东都，九月十一，左领军卫兵曹参军权楚璧与从祖弟金吾权淑、陈仓县尉卢玢、李齐损、京城左屯营押官长上折冲周履济、杨楚剑、元令琪等举兵谋反。立权楚璧哥哥十五岁的儿子权梁山，假称襄王之子，号称光帝。在左屯营拥兵百余人，架梯子登上景风门，越城墙而入，踞长乐恭礼门。进入宫城，想要劫持留守、刑部尚书王志愔，没有成功。天明后，屯营兵自相残杀，尽杀权梁山等。李齐损一同伏诛，传首东都，籍没其家。